# Wiewiórkokształtne
Wiewiórkokształtne (Sciuromorpha) – podrząd ssaków z rzędu gryzoni (Rodentia).

## Charakterystyka
Wiewiórkokształtne to małe lub średnie zwierzęta, niektóre zdolne do lotu ślizgowego. Charakteryzują się silnym naporem w przód w czasie gryzienia. Posiadają długie owłosione ogony, potężne, długi tylne kończyny i ostre pazurki. Prowadzą przeważnie dzienny tryb życia, nierzadko żyją w koloniach. Żyją na drzewach, budując gniazda z liści lub gałęzi lub przebywają w dziuplach, inne prowadzą naziemny tryb życia, zamieszkując w ziemnych norach. Część gatunków zapada w sezonowy sen zimowy. Pożywieniem wiewiórkopodobnych są w większość rośliny, poza tym żywią się także owadami, małymi kręgowcami, jajami ptaków, pisklętami. Niektóre gromadzą zapasy na zimę.

## Podział systematyczny
Do podrzędu należą następujące występujące współcześnie rodziny:
- Aplodontiidae Brandt, 1855 – sewelowate
- Sciuridae G. Fischer, 1817 – wiewiórkowate
- Gliridae Muirhead, 1819 – popielicowate

oraz rodziny wymarłe:
- Euromyidae Vianey-Liaud & Marivaux, 2021
- Ischyromyidae Alston, 1876
- Masillamyidae Vianey-Liaud & Marivaux, 2021
- Mylagaulidae Cope, 1881
- Plesiarctomyidae Vianey-Liaud & Marivaux, 2021
- Pseudosciuridae Winge, 1887
- Theridomyidae Alston, 1876

Rodzaje wymarłe nie sklasyfikowane w żadnej z powyższych rodzin:
- Eoelfomys Vianey-Liaud & Hautier, 2022[15] – jedynym przedstawicielem był Eoelfomys lapradensis Vianey-Liaud & Hautier, 2022
- Hartenbergeromys Escarguel, 1999[16]
- Homoetreposciurus Vianey-Liaud & Hautier, 2022[17] – jedynym przedstawicielem był Homoetreposciurus egerkingensis Vianey-Liaud & Hautier, 2022
- Pantrogna Hartenberger, 1971[18] – jedynym przedstawicielem był Pantrogna russelli (Michaux, 1964)
- Protadelomys Hartenberger, 1968[19]
- Reinomys Vianey-Liaud & Marivaux, 2021[20] – jedynym przedstawicielem był Reinomys rhomboides Vianey-Liaud & Marivaux, 2021
- Sparnacomys Hartenberger, 1971[21]
- Tardenomys Comte, Sabatier, Marandat & Vianey-Liaud, 2012[22] – jedynym przedstawicielem był Tardenomys chartreuvensis Comte, Sabatier, Marandat & Vianey-Liaud, 2012